# 大型自動車
大型自動車（おおがたじどうしゃ）とは、日本における自動車の区分のひとつで、車両総重量11,000キログラム (kg) 以上、最大積載量6,500 kg以上、または乗車定員30人以上の、四輪以上の車輛を指す。
大型自動車第一種免許、大型自動車第二種免許（以下それぞれ「大型免許」、「大型第二種免許」と略記）の運転免許でのみ運転することができる。略称は大型。(大型第二種免許は「大ニ」)
なお、2007年6月2日施行の法令改正により、区分の下限が従来の車両総重量8,000 kg以上、最大積載量5,000 kg以上、または乗車定員11人以上から変更された（詳細は後述）。
道路運送車両法では「四輪以上の、小型自動車より大きい、普通自動車」に分類される。

## 特徴
車体が大きいため普通自動車に比べ機敏な動作が難しく、また車高の高さに伴う死角の大きさなどから、歩行者、特に小さな子供や高齢者の飛び出しなど予測不能な行動には対処しにくいとされる。ホイールベースも長く内輪差が大きい。右左折時には車両内側の物と接触しないか確認が必要である。もちろん普通自動車でも確認は必要だが、内輪差が大きい分より慎重な確認が必要である。
車両前方のオーバーハングが大きいため、乗用車ではあり得ない車両前方を路面からはみ出させる運転操作が可能である。路上では多くの場合ガードレールがあるため頻繁に行なう操作ではないが、教習や試験では必ず要求される。
ハンドルを切ると後輪より前の車体部分がハンドルを切った方向に曲がると同時に、後輪より後ろの車体部分はハンドルを切ったのとは反対の側に振れる。例えば、左折時には後輪より後ろの車体部分は右側に振れ、時として右隣の車線にはみ出る。このことは普通自動車も同様だが、普通自動車ではオーバーハングが短いためにこのことをそれほど意識しなくてもよいのに対し、大型自動車ではオーバーハングが長いために強く意識する必要がある。ボンネットバスのような例外もあるが、現代の大型自動車のほとんどはキャブオーバー形態であるため、操舵輪である前輪はトラックでは運転者のほぼ真下、バスでは後方にある。そのため運転者から見たハンドルを切り始めるタイミングは普通自動車に比べ、かなり遅くなる。
後二軸の車両では、旋回時にも後輪は直進を続けようとする力が強い。そのため状況によっては前輪が負けてしまってハンドルを切っても切ったようには曲がらない事がある。広さだけから見ればハンドルを大きく切りさえすれば曲がれるはずの角でも、積載・路面・勾配によってはあえてハンドルを少ししか切らずに前後進を繰り返しながら何度かに分けて曲がる必要がある。
大型一種免許を取得すると、営業目的でなければバスの運転もできるようになる。逆に、大型一種を持たない人が大型二種を取得した場合もトラックの運転ができるようになるが、上記のように同じ大型車でもトラックとバスでは運転方法が全く異なるので、一種免許所持者がバスを、二種免許所持者がトラックを運転する場合は、それを理解して運転しなければならない。
ナンバープレートは大板サイズになっている。

## 免許制度
かつての自動車免許には、大型免許と言う区分は存在せず、普通自動車免許（以下「普通免許」と略記）を持っているだけで大型自動車相当の自動車を運転することができたが、1956年8月1日に大型免許と普通免許に区分され、普通自動車のうち乗車定員11名以上の自動車または最大積載量5,000 kg以上の貨物自動車は普通免許で運転することができなくなった。このとき普通免許を所持していた者は第二種運転免許の新設と合わせて大型二種免許に免許区分が変更された。ただし、道路交通取締法施行規則の運転できる自動車の種類では大型自動車ではなく普通自動車のままである。1960年の道路交通法制定時に大型自動車の区分が明記された。
当初は18歳以上で普通自動車の運転経験がなくても直接大型から受験できたが、相次ぐ大型自動車の事故により（猿投ダンプ事故の項目も参照）、1967年試験方法を改正し、大型免許の受験可能年齢を20歳以上で、なおかつ普通免許、大型特殊免許のいずれかを取得後2年以上の運転経験をもつ者に限定することとなった。
2007年の法令改正施行により中型自動車免許（第二種を含む）（以下「中型免許」と略記）が新設され、大型免許（第二種を含む）を必要とする車両規模の下限が、改正前の特定大型車（政令大型車）に相当するものに変更された。この（新）大型免許については、21歳以上で3年以上の運転経験を持つ者が受験資格（自衛官を除く）となるが、これは、改正前の特定大型車の運転条件と同じである。
そのため、改正前に大型免許（第二種を含む）を受けた者が（新）大型自動車を運転する場合、特定大型車の運転資格を満たす必要があった。この改正で試験車両が試験場、指定自動車教習所いずれも変更となり、大型一種免許では6トン車（4トン車サイズで5.5 - 7トン積載、全長約7 - 8 m）がそれまで多く使われていたがフルサイズ10トン車（全長約12 m）の大型車両に変更となっている。また試験場での受験でもそれまでは場内（構内）のみの試験であったが、改正後は場内（構内）試験に合格して大型仮免許の交付を受けてから（大型免許取得3年以上か大型二種免許取得の経験者、あるいは技能教習に従事する指定自動車教習所の教習指導員に同乗してもらい）1日2時間の路上練習5日以上が必要となった。この路上練習が終わってからでないと路上試験（構内+公道）を受けられない。路上練習に必要な大型免許所有者と大型車両を揃える事は簡単ではなく、このため改正前と比べて試験車両の車体サイズが大きくなったことと併せて試験のハードルが高くなった。
なお、今回の改正前に普通免許と大型免許を所持していたドライバーは更新時に免許証が大型＋中型となり、免許条件に「中型車は中型車 (8 t) に限る」という表示になる。この場合、大型免許がある以上は「中型車 (8 t)」以外の中型車でも問題なく運転できる。またこのドライバーが更新時の適性検査で深視力などに不合格の場合は、大型のみが取り消しとなり中型自動車8t限定免許を取得することができる。
反対に中型免許施行後に（新）大型免許を取得した場合、免許証欄は同じ表記となるものの、「中型車は中型車 (8 t) に限る」の表示が消える（既得権放棄）。また、改正前の大型免許所持者が中型第二種や大型第二種免許を取得した場合も、8 t未満限定が解除される（上位免許取得による既得権放棄のため）。そのためこれらのドライバーが更新時の適性検査に不合格になった場合、合格基準が同一である中型免許、凖中型免許も不合格（取消）となり、車両総重量3.5 t未満まで運転可能の新普通免許が交付される。
同様に2017年の改正による準中型免許新設の際にも、改正前に普通免許と大型免許を取得した場合、免許証欄は、準中型 + 大型となるが、免許条件に「準中型で運転できる準中型車は準中型車 (5 t) に限る」の条件が付与され、普通二種＋大型二種を取得した場合、準中型に二種免許は存在しないため、中型二種免許＋大型二種免許となり、免許条件には「中二で運転できる中型車はなく、準中型車は準中型車 (5 t) に限る」が付与される。上位免許を取得したときには中型5t限定と同様に前述の条件は解除される。
2022年5月13日から、大型免許、中型免許、二種免許の受験資格が緩和され、一定の教習を修了することにより、19歳以上、かつ、普通免許、準中型免許等を受けていた期間が1年以上あれば受験することができるようになった。
大型免許（第二種含む）で運転できる車両は、牽引免許が必要な牽引自動車を除く四輪車（具体的には中型自動車、準中型自動車、普通自動車）および50 cc以下の原動機付自転車、小型特殊自動車である。大型自動二輪車と大型特殊自動車は「大型」という名称が入っているが大型免許では運転できない。前者は大型二輪免許のみで運転可であり、後者は大型特殊免許でのみ運転可である。

## 自動車重量税を基準とした大型自動車
自動車重量税は、自動車購入時や車検の時に同時に納付する。また、自動車重量税は、同じ乗用車（ナンバープレートの分類番号の上1ケタ目が3・5・7）でも、500 kg毎に納付額が異なるため、車検の料金表では、車両重量が1,500 kgを超え、かつ、2,000 kg以下の乗用車のことを、大型自動車、または、大型乗用車と表記されていることが多い。なお、貨物車については車検の料金表などで大型貨物車と表記されることはなく、道路運送車両法に基づき小型貨物車（4ナンバー車 : 分類番号の上1ケタ目が4・6）と普通貨物車（1ナンバー車 : 分類番号の上1ケタ目が1）で分類し、さらに重量で細分化されている。

## 高速道路料金区分における大型車
高速道路の料金区分における「大型車」は道路交通法における大型自動車という意味ではなく、高速道路独自の区分によるものである。
高速道路によって料金区分が異なるが基本的には次の車両が大型車となる。
- 普通貨物自動車（3車軸以下）：最大積載量5 t以上または車両総重量8 t以上
- 普通貨物自動車（トラクタ単体で3車軸）：全車両
- 普通貨物自動車（単体で4車軸・車両制限令限度以下）：車長12 m以下・幅2.5 m以下・高さ4.1 m以下・車両総重量（車軸に応じて）20 - 25 t以下
- バス（中型）：車長9 m未満・車両総重量8 t以上・乗車定員29人以下
- 路線バス　車両総重量8t以上または乗車定員30人以上

## メーカー
| メーカー                                           | 本拠地がある国・地域 |
| -------------------------------------------------- | -------------------- |
| DAFトラック                                        | オランダ             |
| ERF                                                | イギリス             |
| GAZ                                                | ロシア               |
| MAN                                                | ドイツ               |
| UDトラックス（いすゞ自動車の子会社）               | 日本                 |
| アショック・レイランド                             | インド               |
| アダム・モーター                                   | パキスタン           |
| アイシャー・モーターズ                             | インド               |
| いすゞ自動車                                       | 日本                 |
| 一汽解放汽車/FAW                                   | 中国                 |
| イヴェコ                                           | イタリア             |
| ウェスタン・スター・トラックス                     | アメリカ             |
| カマズ                                             | ロシア               |
| 現代自動車                                         | 韓国                 |
| ケンワース                                         | アメリカ             |
| 広汽日野汽車                                       | 中国                 |
| サムコ（サイゴン交通運輸機械総公社）               | ベトナム             |
| シス                                               | フィンランド         |
| ジル                                               | ロシア               |
| スカニア                                           | スウェーデン         |
| 済南中国重型汽車                                   | 中国                 |
| ダイムラー                                         | ドイツ               |
| タタ大宇商用車                                     | 韓国                 |
| タトラ                                             | チェコ               |
| 東風商用車                                         | 中国                 |
| パッカー                                           | アメリカ             |
| ピータービルト                                     | アメリカ             |
| 日野自動車                                         | 日本                 |
| フィアット                                         | イタリア             |
| フォーデン・トラック                               | イギリス             |
| フォルクスワーゲン                                 | ドイツ               |
| フレイトライナー・トラックス                       | アメリカ             |
| ボルボ・トラックス                                 | スウェーデン         |
| 三菱ふそうトラック・バス（ダイムラーの連結子会社） | 日本                 |
| ルノートラック                                     | フランス             |